# Poplar (Montana)
Poplar (assiniboine: Cąšúška wakpá, Waȟnéca wakpá) és una població dels Estats Units a l'estat de Montana. Segons el cens del 2000 tenia 911 habitants.

## Demografia
Segons el cens del 2000, Poplar tenia 911 habitants, 325 habitatges, i 206 famílies. La densitat de població era de 1.302,7 habitants per km².
Dels 325 habitatges en un 33,5% hi vivien nens de menys de 18 anys, en un 36,9% hi vivien parelles casades, en un 19,4% dones solteres, i en un 36,6% no eren unitats familiars. En el 32,3% dels habitatges hi vivien persones soles el 12,6% de les quals corresponia a persones de 65 anys o més que vivien soles. El nombre mitjà de persones vivint en cada habitatge era de 2,57 i el nombre mitjà de persones que vivien en cada família era de 3,26.
Per edats la població es repartia de la següent manera: un 30,7% tenia menys de 18 anys, un 8% entre 18 i 24, un 29,6% entre 25 i 44, un 20,2% de 45 a 60 i un 11,4% 65 anys o més.
L'edat mediana era de 33 anys. Per cada 100 dones de 18 o més anys hi havia 102,9 homes.
La renda mediana per habitatge era de 24.896 $ i la renda mediana per família de 29.688 $. Els homes tenien una renda mediana de 22.250 $ mentre que les dones 19.000 $. La renda per capita de la població era de 10.579 $. Aproximadament el 23,4% de les famílies i el 31,5% de la població estaven per davall del llindar de pobresa.

## Poblacions més properes
El següent diagrama mostra les poblacions més properes.